# Dig i Dug
Dig i Dug oraz Daisy lub krótko Dig i Dug (ang. Dig & Dug with Daisy) – brytyjski serial animowany wyprodukowany w 1993 roku przez Dorling Kindersley. Powstało 16 odcinków serialu.  

## Wersja polska
W Polsce serial emitowany był w TVP1 oraz Polsacie pod nazwą Dig i Dug. W Polsce zadebiutował w 1995 roku na antenie telewizji Polsat. Od 7 września 2004 roku można go było oglądać w TVP1  w porannym paśmie dla dzieci. Następnie był emitowany w Wieczorynce od 4 października 2004 roku.
Serial został wydany na 4 kasetach VHS pod nazwą Dig i Dug oraz Daisy. Dystrybucja: Jawi oraz VCD i DVD.
Wersja polska: Telewizja Polska - Agencja Filmowa
Reżyseria: Dorota Kawęcka
Dialogi: Joanna Kuryłko 
Tłumaczenie: Łukasz Rosicki
Dźwięk: Wiesław Jurgała
Montaż: Danuta Rajewska
Opracowanie muzyczne: Piotr Gogol
Tekst piosenki: Wiesława Sujkowska
Kierownik produkcji: Krystyna Dynarowska
Wystąpili:
- Leszek Zduń
- Jan Kulczycki
- Janusz Bukowski

i inni
Piosenkę śpiewały:
- Anna Apostolakis
- Magdalena Gruziel
- Beata Jankowska-Tzimas
- Anna Sochacka

## Spis odcinków
| N/o | Polski tytuł (TVP)        | Polski tytuł (VHS, VCD i DVD) | Angielski tytuł        |
|     |                           |                               |                        |
| 01  | Nowy traktor              | Nowy traktor                  | The New Tractor        |
|     |                           |                               |                        |
| 02  | Przeszkoda na drodze      | Na drodze                     | Turnips in the Lane    |
|     |                           |                               |                        |
| 03  | Ogradzanie pola           | Jak postawić płot?            | Fencing the Field      |
|     |                           |                               |                        |
| 04  | Kłopoty w stodole         | Kłopoty w stodole             | Trouble at the Haybarn |
|     |                           |                               |                        |
| 05  | Szopa pani Kwiatek        | Szopa pani Kwiatkowskiej      | Mrs. Sparkle's Shed    |
|     |                           |                               |                        |
| 06  | Fundamenty                | Fundamenty                    | Cement Pudding         |
|     |                           |                               |                        |
| 07  | Ściana                    | Ściana                        | Mr. Rubble's Wall      |
|     |                           |                               |                        |
| 08  | Latawiec                  | Latawiec                      | Daisy's Kite           |
|     |                           |                               |                        |
| 09  | Nocny patrol              | Nocny patrol                  | Night Patrol           |
|     |                           |                               |                        |
| 10  | Brak miejsc do parkowania | Gdzie zaparkować?             | Nowhere to Park        |
|     |                           |                               |                        |
| 11  | Kretowisko                | Kretowisko                    | The Giant Molehill     |
|     |                           |                               |                        |
| 12  | Wyścig z czasem           | Wyścig z czasem               | Race to the Finish     |
|     |                           |                               |                        |
| 13  | Fabryka pudełek           | Wszystko w paczkach           | All Hooked Up          |
|     |                           |                               |                        |
| 14  | Niegrzeczny Oswald        | Niegrzeczny Oswald            | Oswald Misbehaves      |
|     |                           |                               |                        |
| 15  | Nowe biuro                | Nowe biuro                    | The New Office         |
|     |                           |                               |                        |
| 16  | Setny traktor             | Setny traktor                 | The 100th Tractor      |